# Бересфорд, Джон Дэвис
Джон Дэвис Бересфорд (англ. John Davys Beresford; 17 марта 1873 ― 1 февраля 1947) ― английский писатель. Известен своими ранними произведениями в жанре научной фантастики и рассказами в жанрах ужасов и истории с привидениями. Бересфорд был большим поклонником творчества Герберта Уэллса и составил первый критический труд на тему его творчества в 1915 году. Роман Бересфорда The Hampdenshire Wonder оказал большое влияние на Олафа Стейплдона. Большое внимание литературных кругов привлёк и другой его роман, The Riddle of the Tower, написанный в жанре антиутопии.

## Биография
Отцом Джона Дэвиса был священник из города Кастор (ныне часть города Кембриджшир), недалеко от Питерборо. В детстве перенёс полиомиелит, который стал причиной его инвалидности. Учился в школе Аундл.
Получил архитектурное образование, однако после окончания обучения решил посвятить себя литературе, сначала занявшись написанием пьес и статей в журналах. В молодости он отошёл от религиозных взглядов своего отца и стал агностиком. Бересфорд занимал заметное место в литературных кругах Лондона, хотя большое количество времени он проводил и в провинции, в частности, в Корнуолле, где в коттедже Бересфорда длительное время жил Дейвид Лоуренс. Позднее Бересфорд поменял свои взгляды, увлёкшись теософией и став пацифистом.
Бересфорд также интересовался психологией и принял посещал кружок именитых психологов Великобритании, организатором которого был Альфред Ричард Орадж. Прочими членами кружка были Хэвлок Эллис, Клиффорд Шарп, Дэвид Эдер и Морис Николл.
Бересфорд писал литературные рецензии для The Manchester Guardian, New Statesman, The Spectator, The Westminster Gazette и для теософского журнала The Aryan Path. Ему также предлагали кресло редактора в пацифистского журнала Peace News, однако отказался от него, поскольку посчитал себя плохим редактором для него.
О Бересфорде хорошо отзывался Джордж Оруэлл: он говорил, что то является «природным романистом», чья сила таланта, особенно проявившаяся в A Candidate for Truth, заключалась в его способности серьёзно относиться к проблемам простых людей.
Дочь ― Элизабет Бересфорд (1926―2010), детская писательница и автор Уомблов.

## Сочинения
- The Early History of Jacob Stahl (1911)
- The Hampdenshire Wonder (1911)
- A Candidate for Truth (1912)
- Goslings: A World of Women (1913)
- The House in Demetrius Road (1914)
- The Invisible Event (1915)
- H.G. Wells (1915)
- These Lynneskers (1916)
- William Elphinstone Ford (1917)
- House Mates (1917)
- Nineteen Impressions (1918)
- God's Counterpoint (1918)
- The Jervaise Comedy (1919)
- The Imperfect Mother (1920)
- Signs and Wonders (1921, Golden Cockerel Press)
- Revolution (1921)
- The Prisoner of Hartling (1922)
- The Imperturbable Duchess and Other Stories (1923)
- Monkey Puzzle (1925)
- That Kind of Man, or Almost Pagan (1926)
- The Instrument of Destiny (1928)
- All or Nothing (1928)
- Real People (1929)
- The Meeting Place and Other Stories (1929)
- Love's Illusion (1930)
- The Next Generation (1932)
- The Old People (1932)
- The Camberwell Miracle (1933)
- Peckover (1934)
- On a Huge Hill (1935)
- Blackthorn Winter and other stories (1936)
- The Decoy (1937)
- Cleo (1937)
- What Dreams May Come (1941)
- A Common Enemy (1941)
- Men in the Same Boat (1943) (with Esmé Wynne-Tyson)
- The Riddle of the Tower (1944) (with Esme Wynne-Tyson)
- The Gift (1947) (with Esme Wynne-Tyson)
- The Prisoner
- Love's Pilgrim